# Alessandro Gnocchi
Alessandro Gnocchi (* 1959 in Villa d’Adda) ist ein italienischer Publizist und Schriftsteller. Er veröffentlichte eine Reihe von Büchern zu Giovannino Guareschi und daneben weitere im Genre der christlichen Literatur. 
Lange Zeit wirkte er gemeinsam mit dem 2014 verstorbenen Mario Palmaro als traditionalistischer katholischer Apologet, bis er im Jahr 2019 zur Orthodoxie konvertierte, indem er in die Russisch-Orthodoxe Kirche aufgenommen wurde. Dem Pontifikat von Papst Franziskus standen beide kritisch gegenüber. Größere Aufmerksamkeit erregte 2013 ihr Artikel Questo Papa non ci piace (dt.: Dieser Papst gefällt uns nicht) in der Tageszeitung Il Foglio, der zur Einstellung ihrer Programme bei Radio Maria führte. In diesem hatten sie den derzeitigen Papst deutlich missbilligt.
Neben seiner schriftstellerischen Tätigkeit veröffentlicht er Beiträge in verschiedenen italienischen Zeitungen und Magazinen, darunter: il Giornale, Il Foglio, La Verità und Il Timone sowie auf der Website Ricognizioni.

## Veröffentlichungen (Auswahl)
- Don Camillo & Peppone. L’invenzione del vero. Rizzoli, Milano 1995, ISBN 88-17-84403-9.
- Giovannino Guareschi. Una storia italiana. Rizzoli, Milano 1998, ISBN 88-17-66088-4.
- mit Mario Palmaro: Ipotesi su Pinocchio. Àncora, Milano 2001, ISBN 88-7610-956-0.
- Viaggio sentimentale nel mondo piccolo di Guareschi. Rizzoli, Milano 2005, ISBN 88-17-01001-4.
- mit Mario Palmaro: Contro il logorio del laicismo moderno. Manuale di sopravvivenza per cattolici. Piemme, Casale Monferrato 2006, ISBN 88-384-7730-2.
- mit Mario Palmaro: Giovannino Guareschi. C’era una volta il padre di don Camillo e Peppone. Piemme, Casale Monferrato (AL) 2008, ISBN 978-88-384-6872-8.
- mit Mario Palmaro: L’ultima messa di Padre Pio. L’anima segreta del santo delle stigmate. Ed. Piemme, Milano 2010, ISBN 978-88-566-1408-4.
- mit Mario Palmaro: Viva il Papa! Perché lo attaccano, perché difenderlo. Vallecchi, Firenze 2010, ISBN 978-88-8427-207-2.
- mit Mario Palmaro: La bella addormentata. Perché dopo il Vaticano II la Chiesa è entrata in crisi; perché si risveglierà. Vallecchi, Firenze 2011, ISBN 978-88-8427-228-7.
- Lettere ai posteri di Giovannino Guareschi. Marsilio, Venezia 2018, ISBN 8831729233.
- Ritorno alle sorgenti. Il mio pellegrinaggio a Oriente nel cuore dell’Ortodossia. Monasterium, Cellio 2022, ISBN 979-12-80938-08-4.
  - dt.: Zurück zu den Quellen. Meine Pilgerfahrt nach Osten ins Herz der Orthodoxie. Edition Hagia Sophia, Wachtendonk 2024, ISBN 978-3963211850.[1]